# بينت ياكوبسن
بينت ياكوبسن (بالدنماركية: bent Jacobsen)‏ هو مغني مثلي الجنس دنماركي وناشط مدافع عن حقوق المثليين.
إنضم ياكوبسون في عام 1972 إلى منظمة بوسسيرنس بيفريلسيسفرونت في كريستيانيا البلدة الحرة والتي تدافع عن حقوق المثليبن والمثليات، حيث حاول جذب الأعضاء الآخرين في المنظمة لإنشاء مشروع موسيقي.
غنى ياكوبسن منفردا ومع عديد الفرق الغنائية، وقام في عام 1975 بتسجيل أول ألبوم منفرد له تحت مسمي بوسي (أي «المثلي»)، والذي تعاون مع موسيقيين آخرين لتسجيله. ومنذ عام 1997 وهو أحد أعضاء الفرقة الموسيقية شفانزن سنغر كنبن، والتي تقوم بجولات أوروبية سنوية.

## ألبوم بوسي
تم نشر الألبوم Bøsse (أي «المثلي») في عام 1975، وهو من أوئل الألبومات التي تتناول مواضيع المثلية الجنسية، رهاب المثلية، والتعامل مع المثليين و أدوار الجنسين من قبل الأسرة والمجتمع. لذلك يعتبر الألبوم مرحلة بارزة ومهمة في حراك حقوق المثليين في الدنمارك.

## روابط خارجية
- بينت ياكوبسن على موقع IMDb (الإنجليزية)